# Joëlle Zask
Pour les articles homonymes, voir Zask.
Joëlle Zask, née le 15 décembre 1959 à Paris, est une philosophe française, traductrice, spécialiste de philosophie politique et du pragmatisme, maître de conférences à l'Université d'Aix-Marseille, et membre, depuis 2022, du Centre Norbert Elias (UMR 8562). Elle figure parmi les premiers universitaires et auteurs à avoir pensé la démocratie participative, l'autonomie et l'autogouvernement.

## Biographie
Ayant passé une partie de son enfance à Busy, un village de  Franche-Comté, elle devient, en 1983, professeure de philosophie dans le secondaire. Elle soutient sa thèse de doctorat en 1998. En 2003, elle enseigne à l'université de Provence et obtient son habilitation à diriger des recherches en 2009. Maître de conférences en philosophie à l'Université d'Aix-Marseille et membre du CEPERC-IHP (Centre d'EPistémologie et d'ERgologie Comparatives-Institut d'Histoire de la Philosophie), elle est détachée en 2015 à l’Institut Marcel-Mauss de l’EHESS et du CNRS.

## Travaux
Elle consacre sa thèse au philosophe et psychologue John Dewey. Elle traduit ses ouvrages les plus importants rendant accessibles ses travaux en France.
Elle publie ensuite plusieurs ouvrages concernant les formes démocratiques de la participation. C'est une pionnière de la démocratie participative. Elle dit « on imaginait que la démocratie devait reposer sur des experts et qu’on pouvait mettre entre parenthèses l’opinion publique, qui était très décriée ». Dans les années 1990, elle introduit en France des outils pour expérimenter la démocratie participative. En 2011, un peu plus de 5 ans avant le mouvement Nuit debout, elle publie Participer. Essai sur les formes démocratiques de la participation. La démocratie participative peut être citadine ou rurale .
Elle travaille ensuite sur les enjeux politiques des pratiques artistiques contemporaines ainsi que sur les questions liées à la crise écologique. Son essai Quand la forêt brûle. Penser la nouvelle catastrophe écologique, publié en 2019, est remarqué pour la qualité de son analyse sur la responsabilité humaine dans les mégafeux, quand « l'anthropocène se révèle pyrocène »
,,, même s'il lui est parfois reproché son manque de propositions concrètes.

## Distinctions
- Prix Pétrarque décerné par France Culture en 2020 pour son essai Quand la forêt brûle : Penser la nouvelle catastrophe écologique.[7]
- Ordre de la Légion d'honneur : grade de chevalier décerné en janvier 2022[8]
- Titulaire de la Chaire Mercier 2022-2023 de l'Université catholique de Louvain (Louvain-la-Neuve, Belgique) : "L'expérience du dehors entre écologie et démocratie".

## Principales publications

### Ouvrages personnels
- L'Opinion publique et son double ; Livre I : L'opinion sondée ; Livre II : John Dewey, philosophe du public, Paris, L'Harmattan, 2000
- Art et démocratie : Les peuples de l'art, Paris, Presses universitaires de France, 2003, 220 p. (ISBN 978-2-13-053643-7)
- Participer : essai sur les formes démocratiques de la participation, Paris, Le Bord de l'eau, 2011, 326 p. (ISBN 978-2-35687-137-4)
- Outdoor Art. La sculpture et ses lieux, Paris, La Découverte, 2013
- Introduction à John Dewey, Paris, La Découverte/Repère, 2015
- La Démocratie aux champs, Paris, La Découverte, 2016
- Quand la place devient publique, Le Bord de l'eau, 2018
- Quand la forêt brûle. Penser la nouvelle catastrophe écologique, Paris, Premier Parallèle, 2019 (ISBN 9782850610059), prix Pétrarque de l'essai 2020[7]
- Zoocities. Des animaux sauvages dans la ville, Paris, Premier Parallèle, 2020
- Face à une bête sauvage, Paris, Premier Parallèle, 2021
- Écologie et démocratie, Paris, Premier Parallèle, 2022
- Se réunir. Du rôle des places dans la cité, Paris, Premier Parallèle, 2022
- Se tenir quelque part sur la terre. Comment parler des lieux qu'on aime, Paris, Premier Parallèle, 2023.
- Admirer. Éloge d'un sentiment qui nous fait grandir, Paris, Premier Parallèle, 2024.
- L'Art au grand air, Paris, Premier Parallèle, 2025.

### Contribution dans un ouvrage collectif
- Anne-Marie Drouin-Hans, Philosophie de l'éducation : itinéraires américains, Paris, L'Harmattan, 2012, 214 p. (ISBN 2296963668, lire en ligne)

### Articles
- « Spectateur ou regardeur ? Remarques sur « l’art public » », Perspective, 1 | 2015, 7-9 [mis en ligne le 31 janvier 2017, consulté le 07 février 2022. URL : http://journals.openedition.org/perspective/5782 ; DOI : https://doi.org/10.4000/perspective.5782].

### Traductions
- John Dewey, Écrits politiques, Paris, Gallimard, 2018
- John Dewey (trad. de l'anglais), Expérience et nature, Paris, Gallimard, 2012, 478 p. (ISBN 978-2-07-012779-5)
- John Dewey, Le Public et ses problèmes, Paris, Farrago, 2003, 207 p. (ISBN 978-2-84490-109-5) ; rééd. poche, Gallimard, coll. « Folio », 2010